# Uroplata ruficornis
Uroplata ruficornis es una especie de insecto coleóptero de la familia Chrysomelidae.
Fue descrita científicamente en 1933 por Pic.